# Robert Dołęga
Robert Dołęga (ur. 31 grudnia 1977 w Łukowie) – polski sztangista, olimpijczyk, medalista mistrzostw Polski i Europy, rekordzista Polski w podnoszeniu ciężarów. Ma 181 centymetrów wzrostu. Występował w kategorii wagowej do 105 kg.

## Życiorys
Jest absolwentem Akademii Wychowania Fizycznego w Warszawie (ukończył Zamiejscowy Wydział w Białej Podlaskiej). Swoja karierę sportową rozpoczął w klubie MZKS Orlęta Łuków, który reprezentował do roku 1996, po czym przeszedł do klubu WLKS Siedlce/Iganie Nowe. W 2004 roku ponownie zmienił barwy klubowe przechodząc do Startu Otwock, a z końcem 2007 roku powrócił do Orląt. W tym klubie objął także obowiązki pierwszego trenera sekcji podnoszenia ciężarów. W 2008 i 2009 roku był pomysłodawcą i głównym organizatorem międzynarodowych zawodów w podnoszeniu ciężarów "Bracia Dołęgowie Zapraszają". 13-krotny medalista Mistrzostw Polski, gdzie w tabeli multimedalistów zajmuje 7. miejsce. Jest wychowankiem trenerów – Janusza Kowalczyka i Kazimierza Olszewskiego.
Odznaczony "Złotym Niedźwiedziem" i "Złotą Sosenką" za zasługi dla miasta Łukowa i Otwocka. W 2013 roku odznaczony przez ministra sportu brązową odznaką „Za zasługi dla sportu”. W 2017 odznaczony przez Zarząd Województwa Lubelskiego odznaką „Zasłużony dla Województwa Lubelskiego”. Od trzech kadencji zasiada w Radzie Miasta Łuków, w latach 2010-2018 członek Rady Sportu w Łukowie. W 2014 roku założył stowarzyszenie Klub Olimpijczyka Ziemi Łukowskiej i od początku jest jego prezesem. W latach 2014–2019 nauczyciel wychowania fizycznego w Gimnazjum nr 2 (obecnie Szkoła Podstawowa nr 2) w Łukowie. Od 2019 nauczyciel w Szkole Podstawowej nr 5 w Łukowie. Od 2016 roku jest członkiem Rady Trenerów przy Polskim Związku Podnoszenia Ciężarów. Od stycznia do grudnia 2017 roku trener kadry narodowej seniorów w podnoszeniu ciężarów.
Ma syna Macieja (ur. 26 października 2003) oraz córkę Jagodę (ur. 15 lutego 2007) i Hannę (ur. 6 lutego 2020). Jego dwaj bracia (Marcin i Daniel) również są sztangistami, medalistami igrzysk olimpijskich (Marcin), mistrzostw świata i Europy, rekordzistami Polski, Europy i świata.

## Sukcesy

### Igrzyska olimpijskie
- Sydney 2000 – rezerwowy
- Ateny 2004 – nie zaliczył rwania
- Pekin 2008 – 7. miejsce

### Mistrzostwa świata
- 4. miejsce – kategoria 105 kg (2006)
- 5. miejsce – kategoria 105 kg (2001)
- 6. miejsce – kategoria 105 kg (2005)
- 7. miejsce – kategoria 105 kg (2002, 2009)
- 8. miejsce – kategoria 105 kg (1999)

#### Mistrzostwa Europy
- 2. miejsce – kategoria 105 kg (2000)
- 3. miejsce – kategoria 105 kg (2008)
- 4. miejsce – kategoria 105 kg (2001, 2006)
- 5. miejsce – kategoria 105 kg (2005, 2009)
- 6. miejsce – kategoria 105 kg (2006)
- 8. miejsce – kategoria 105 kg (2004)

### Mistrzostwa Polski
- 1. miejsce – kategoria 105 kg (2000, 2001, 2004, 2005, 2006, 2008, 2009)
- 2. miejsce – kategoria 105 kg (1998, 2002, 2003, 2007)
- 3. miejsce – kategoria 105 kg (1999, 2012)

### Mistrzostwa świata juniorów
- 6. miejsce – kategoria 91 kg (1997)

### Mistrzostwa Europy juniorów
- 2. miejsce – kategoria 91 kg (1997)